# فرودگاه شهری کولگدال

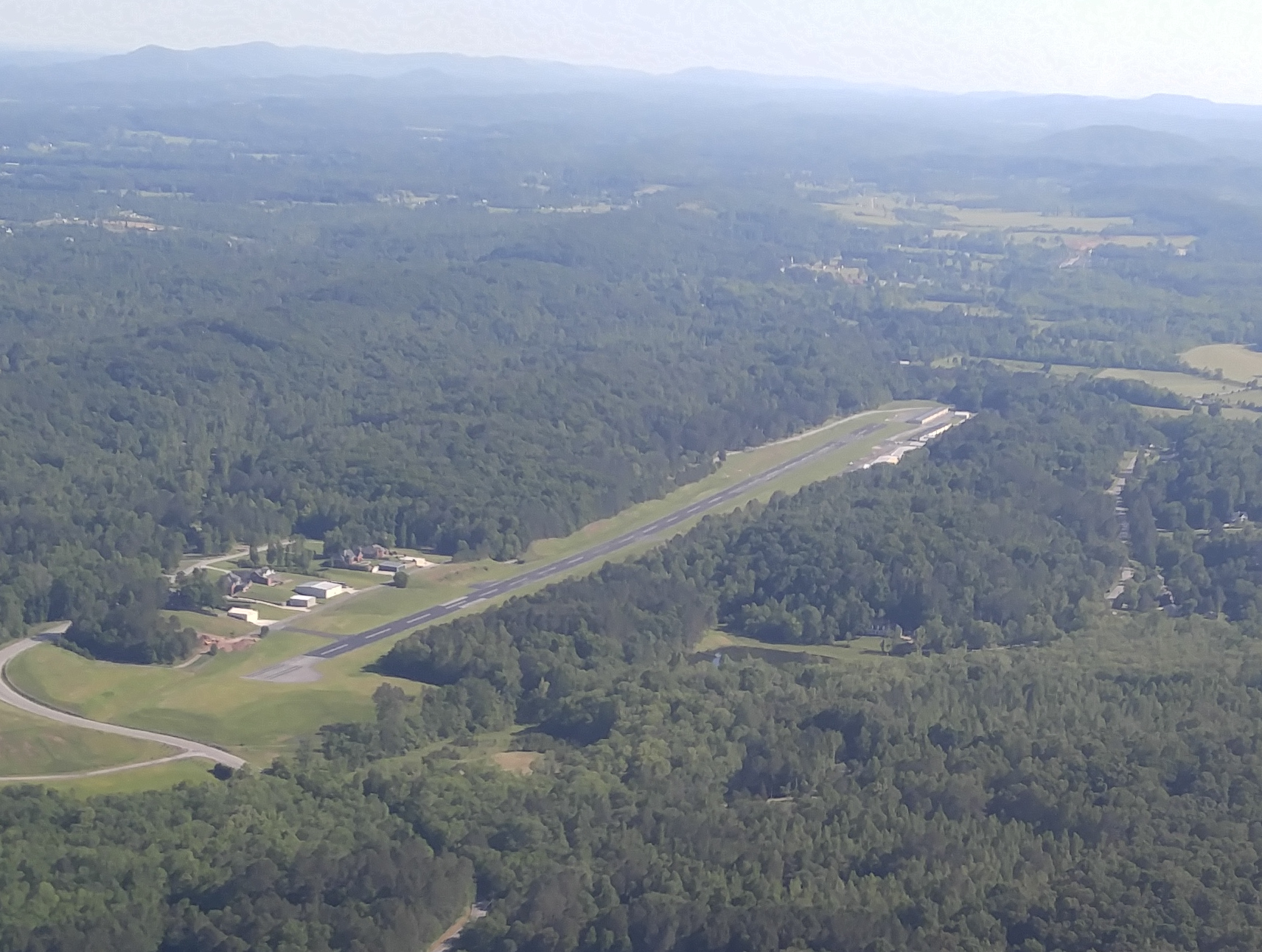
تصویری از نمای بالای فرودگاه شهری کولگدال

فرودگاه شهری کولگدال (به انگلیسی: Collegedale Municipal Airport) (به زبان بومی: Linn Field) یک فرودگاه همگانی بهره‌برداری هوایی است که یک باند فرود آسفالت دارد و طول باند آن ۱۴۳۳ متر است. این فرودگاه در کشور ایالات متحده آمریکا قرار دارد و در ارتفاع ۲۶۲ متری از سطح دریا واقع شده‌است.